# Sindhudurg Nagari
Sindhudurg Nagari (detta anche Oros) è un villaggio dell'India di 4.266 abitanti, capoluogo del distretto di Sindhudurg, nello stato federato del Maharashtra.

## Geografia fisica
La località è situata a 19° 04' 58 N e 72° 50' 00 E.

## Società

### Evoluzione demografica
Nei primi anni 2000 la popolazione di Sindhudurg Nagari assommava a 4.266 persone, delle quali 2.210 maschi e 2.056 femmine.